# Jonathan Rea
Jonathan Rea (vanligen Johnny Rea), född 2 februari 1987 i Ballyclare, Nordirland, är en brittisk roadracingförare som huvudsakligen har tävlat i världsmästerskapen i Superbike. Han blev världsmästare i Superbike säsongen 2015 och försvarade VM-titeln säsongen 2016, säsongen 2017, säsongen 2018, säsongen 2019 och säsongen 2020. Rea tävlade huvudsakligen för Honda under första delen av sin karriär men sedan 2015 kör han Superbike för Kawasaki.
Rea är den mest framgångsrike föraren i Superbike. Han har flest VM-titlar och flest heatsegrar.

## Tävlingskarriär
Rea började tävla i motocross men bytte till roadracing runt 2004. Han blev tvåa i det brittiska superbikemästerskapet 2007. Inför säsongen 2008 skrev han på för Ten Kate Honda att köra Supersport-VM 2008 på en Honda CBR600RR med option på att därefter köra Superbike 2009 och 2010. Första segern i Supersport kom på Automotodrom Brno i Tjeckien och han följde upp med seger hemma på Brands Hatch. Rea blev VM-tvåa efter team-kollegan Andrew Pitt.
Rea gjorde debut i Superbike i sista deltävlingen 2008 och har fortsatt i den klassen sedan dess. Första segern kom på Misano 2009. Han vann ytterligare en heatseger och blev femma i VM 2009. Superbike-VM 2010 vann han fyra heat och blev fyra i VM efter att han måst avstå de sista deltävlingarna på grund av skada. Säsongen 2011 startade dåligt och efter en allvarlig skada tvingades han avstå fyra deltävlingar och slutade elva i VM med två heatsegrar. 2012 gick bättre men Rea var inte med uppe i toppen. Han vann två heat och blev femma i VM. Under Roadracing-VM 2012 fick han hoppa in två gånger i MotoGP-klassen som ersättningsförare i fabriksteamet Repsol Honda för den skadade Casey Stoner. MotoGP-debuten inträffade på Misano World Circuit i San Marinos Grand Prix. Samma år vann han också det berömda enduranceloppet Suzuka åttatimmars tillsammans med Kousuke Akiyoshi och Tadayuki Okada för teamet F.C.C. TSR Honda.
Rea fortsatte dock i Superbike för Honda 2013. Ten Kate hade fått chipstillverkaren Pata som sponsor, så teamet bytte namn till Pata Honda. Rea tog en heatseger innan en olycka i den nionde deltävlingen ändade Reas säsong i förtid. Superbike-VM 2014 blev Reas bästa säsong för Honda. Han tog fyra heatsegrar och blev trea i VM. Rea lämnade Honda och skrev på för Kawasaki till 2015.
Rea inledde sin karriär hos Kawasaki med seger i säsongens första heat Superbike-VM 2015. Han tog 20 raka pallplatser varav 12 segrar och säkrade VM-titeln genom fjärdeplatsen på Jerezbanan i säsongens 21:a heat.
Även Superbike-VM 2016 började Rea starkt men han utmanades av Tom Sykes och Chaz Davies. I säsongens näst sista heat kunde Rea säkra sin andra VM-titel. Säsongen 2017 började på samma sätt som 2016, men Rea tog kommandot tidigare och kunde redan efter 21 av 26 heat säkra världsmästartiteln.